# Hideki Sahara
Hideki Sahara (佐原 秀樹, Sahara Hideki) est un footballeur japonais né le 15 mai 1978.